# Доббин-Линстов
Доббин-Линстов (нем. Dobbin-Linstow) — община в Германии, в земле Мекленбург-Передняя Померания.
Входит в состав района Гюстров. Подчиняется управлению Краков ам Зее. Население составляет 566 человек (2009); в 2003 г. - 611. Занимает площадь 65,41 км².